# Gabriel de Avilez y del Fierro
D. Gabriel de Avilez y del Fierro foi o vice-rei da Espanha no Rio da Prata.
Em sua homenagem ou de seu santo, São Gabriel, foi denominado um povoado fundado por Félix de Azara em 1800 com o nome de São Gabriel do Batovi, atual município de São Gabriel, no estado do Rio Grande do Sul, Brasil.